# Чёрный, Николай Дмитриевич
Никола́й Дми́триевич Чёрный (5 декабря 1938, Москва, СССР) — советский/российский альпинист, мастер спорта (1978), заслуженный мастер спорта (1982), заслуженный тренер СССР (1989). Участник первой советской гималайской экспедиции, руководитель Российской гималайской экспедиции 2001 года на последний непокорённый восьмитысячник планеты — вершину Лхоцзе Среднюю, главный тренер сборной команды России по альпинизму, совершившей в 2007 году восхождение на К2 по ранее непройденной Западной стене (самому сложному маршруту на вторую по высоте вершину мира). «Снежный барс». Кавалер ордена «Эдельвейс» 2-й степени.

## Краткая биография
Николай Чёрный родился 5 декабря 1938 года в Москве. В 1962 году окончил машиностроительный факультет Московского энергетического института. По профессии инженер-конструктор. Семнадцать лет проработал в чёрной металлургии.
В 1958 году ещё во время учёбы в ВУЗе вступил в альпклуб МЭИ. Всё своё свободное время проводил в горах. С 1972 года работал инструктором в альплагере «Алибек» на Кавказе, в 1978—1987 годах заместителем начальника Международного альпинистского лагеря на Памире (одновременно член президиума ФА ДСО «Буревестник»). С 1987 года работал на тренерской должности в Госкомспорте СССР. С 1988 года — ответственный Секретарь Федерации альпинизма СССР. В 1989 году ему присвоено звание заслуженного тренера СССР.
На протяжении альпинистской карьеры совершил несколько десятков восхождений по маршрутам 5-6-й категории сложности. Обладатель титула «Снежный барс» — более двадцати раз восходил на высочайшие вершины СССР — пик Коммунизма, Хан-Тенгри, пик Победы, пик Ленина и пик Корженевской.
В 1968 году Николай был среди альпинистов-высотников, встречавших вблизи вершины пика Ленина десант парашютистов. За свою самоотверженную работу члены этой группы были награждены государственными наградами, в их числе Николай Чёрный получил медаль «За отвагу». Спустя 22 года на склонах того же пика Ленина он был среди спасателей, участвовавших в поиске погребённых 13 июня 1990 года лавиной на «сковороде» (промежуточном базовом лагере) альпинистов (тогда погибло, по разным оценкам, около 40 человек, среди которых был участник первой гималайской экспедиции и организатор восхождения ленинградских альпинистов осенью 1990 года на Чо-Ойю Леонид Трощиненко).
В 1982 году Чёрный вошёл в состав участников Первой советской гималайской экспедиции. Он участвовал в обработке маршрута по юго-западной стене Эвереста до высоты 7800 метров. За участие в работе экспедиции награждён медалью «За трудовое отличие», а также удостоен звания заслуженного мастера спорта и мастера спорта международного класса.
В 1986 году в качестве руководителя экспедиции совершил восхождение на высочайшую вершину Северной Америки Мак-Кинли, а в 1989 году в составе участников Второй советской гималайской экспедиции (заместитель руководителя — завхоз) поднялся на свой первый восьмитысячник — главную вершину Канченджанги (8586 м). За это достижение, он, как и многие другие участники, был награждён орденом «Знак Почета».
Следующее десятилетие было посвящено преимущественно гималайским экспедициям. В 1990 году Николай Чёрный возглавил экспедицию ленинградских альпинистов на Чо-Ойю (8211 м, вместо Л. Трощиненко), планировавшую покорить вершину по новому маршруту (юго-западному гребню), но она не увенчалась успехом. В 1991-м он поднялся на Аннапурну по классическому маршруту с севера (Российская экспедиция клуба «Высотник» ЛЭТИ). В 1992 году совершил восхождение на Шиша-Пангму (руководитель экспедиции, без кислорода), а в 1993 году был тренером Московской экспедиции на Эверест (на вершину поднялись А. Муралев, В. Яночкин, В. Башкиров и В. Коротеев).
Далее последовали Южная Аннапурна (7 219 м) — 1994, первое зимнее восхождение альпинистов России в Гималаях (17 декабря вместе с В. Башкировым и В. Шатаевым), Аконкагуа (Кордильеры, 1996), Лхоцзе Главная (под руководством В. Башкирова) и Чо-Ойю (1999, в составе экспедиции ФАиС г. Москвы).
В 2001 году Николай Чёрный возглавил в качестве руководителя восхождение российскую экспедицию (вместе с Сергеем Тимофеевым) на последний непокорённый восьмитысячник планеты — вершину Лхоцзе Средняя, которая добилась успеха. На неё взошли Евгений Виноградский, Сергей Тимофеев, Алексей Болотов и Пётр Кузнецов, а в последующие дни Юрий Кошеленко, Николай Жилин, Глеб Соколов, Виктор Володин и Владимир Яночкин. В 2005-м в составе экспедиции Команды приключений Альпиндустрия 30 мая Николай поднялся на высшую точку планеты, а 21 мая 2009 года в возрасте 70 лет (+ 5 месяцев и 16 дней) совершил второе восхождение на Эверест, став самым возрастным россиянином, покорившим вершину мира.
В мае-сентябре 2007 года в качестве главного тренера сборной команды России по альпинизму Николай Чёрный участвовал в экспедиции на К2 по ранее непройденной Западной стене — вторую по высоте вершину планеты и один из самых сложных для восхождений восьмитысячников мира. 21-22 августа 11 альпинистов (Андрей Мариев и Вадим Попович (21.08), Николай Тотмянин, Алексей Болотов, Глеб Соколов, Евгений Виноградский, Виктор Володин, Виталий Горелик, Геннадий Кириевский, Ильяс Тухватуллин и Павел Шабалин (22.08)) осуществили восхождение на вершину без использования искусственного кислорода, что стало событием мирового уровня и одним из лучших альпинистских достижений 2007 года по версии проекта ExplorersWeb.
Начиная с 1995 года Николай Чёрный работает гидом на Эльбрусе, совершая не менее 3-5 восхождений за сезон, а с 2008 года ежегодно в роли судьи принимает участие в майском забеге на Эльбрус «Red Fox Elbrus race».